# Oxira orophila
Oxira orophila är en fjärilsart som beskrevs av Charles Boursin 1948. Oxira orophila ingår i släktet Oxira och familjen nattflyn. Inga underarter finns listade i Catalogue of Life.